# Cornelius Heiligers
Cornelius Heiligers SMM (* 28. Oktober 1909 in Haarlem, Niederlande; † 20. September 1975 in Rom) war ein niederländischer Montfortaner-Pater und von 1958 bis 1969 Generalsuperior dieser Kongregation.

## Leben
Heiligers trat 1928 in das Noviziat der Missionskongregation der Montfortaner ein und legte am 8. September 1929 die einfache, am 8. September 1934 die ewige Profess ab. Nach der Priesterweihe am 16. März 1935 in Den Bosch und Aufgaben in der Seelsorge und Volksmission, wurde er 1958 zum ersten nicht französischen Generalsuperior der Montfortaner gewählt. Zu dieser Zeit zählte die rasch wachsende Kongregation knapp 1700 Mitglieder. Von 1962 bis 1965 war Heiligers Konzilsvater auf allen vier Sitzungsperioden des Zweiten Vatikanischen Konzils.
1966 initiierte er zum 250. Todestag von Louis-Marie Grignion de Montfort die Publikation der gesammelten Werke des Ordensgründers. Im selben Jahr erreichte die Kongregation mit 1985 ihren personellen Höchststand. 1969 leitete Heiligers das Generalkapitel, das die Umsetzung der Dekrete des Zweiten Vatikanischen Konzils thematisierte. Gleichzeitig gab er seinen Rücktritt bekannt. Heiligers starb am 20. September 1975 in Rom während eines Generalkapitels. Er wurde auf dem Friedhof Campo Verano bestattet.